# فوزية بنت فؤاد الثاني
الأميرة فوزية لطيفة بنت فؤاد الثاني ملك مصر ولدت في موناكو بمدينة مونت كارلو في 12 فبراير عام 1982، وهي بنت الملك فؤاد الثاني (آخر ملوك مصر) من زوجته الملكة فضيلة (دومينيك فرانس بيكار)

## أسرتها
- أبوها: هو الملك أحمد فؤاد الثاني آخر ملوك الأسرة العلوية في مصر.
- أمها: هي الفرنسية دومينيك فرانس بيكار[1][2]، وهي يهودية[1][2] اعتنقت الإسلام[1] ولقبت بالملكة فضيلة.[1][3]
- أعلن زواجها عام 2019 من المهندس الفرنسي سيلفيان هونودو وأقيم حفل الزفاف في جنيف.[4]
- اخواتها:
  - محمد علي (ولد في القاهرة بعام 1979 [1] بناء علي موافقة من الرئيس محمد أنور السادات الذي وافق علي مجيئه وزوجته لتتم ولادة ابنه في القاهرة[3]).
  - فخر الدين (ولد عام 1987 في الدار البيضاء بالمغرب بدعوة شخصية من ملك المغرب الحسن الثاني[1][3]).

بعد أن دبت الخلافات بين أبيها وأمها أصدرت محكمة سويسرية حكمًا بطلاقهما في 9 مايو 2006 ، إلا أن فضيلة استئنفت الحكم وطالبت ببطلان حكم الطلاق، إلا أن محكمة الاستئناف السويسرية رفضت الطلب، وأكد ذلك قرار المحكمة الفيدرالية الذي صدر في 16 يوليو 2007. وفي 18 أغسطس 2008 صدر القرار النهائي للطلاق حيث تم تأكيده وأصبح ملزمًا.

## روابط خارجية
- الملكية المصرية